# 1998 TO15
1998 TO15 är en asteroid i huvudbältet som upptäcktes den 15 oktober 1998 av OCA–DLR Asteroid Survey (ODAS).
Asteroiden har en diameter på ungefär 5 kilometer och den tillhör asteroidgruppen Eunomia.